# Chen Qi (lekkoatleta)
Chen Qi (chiń. 陈奇; ur. 10 marca 1982 w Szanghaju) – chiński lekkoatleta specjalizujący się w rzucie oszczepem.
W 2008 brał udział w olimpijskim konkursie w Pekinie. Czwarty zawodnik pucharu świata (Ateny 2006) oraz igrzysk azjatyckich (Doha 2006). Złoty medalista mistrzostw Azji z 2007 roku. Medalista mistrzostw Chin.
Rekord życiowy: 81,38 m (22 maja 2004, Shijiazhuang).